# Бергман (митраљез)
Бергман М1915, немачки пушкомитраљез из Првог светског рата.

## Карактеристике

### Лаки митраљез
Пушкомитраљез Бергман М1915, произведен у Немачкој, радио је на принципу кратког трзања цеви, са ваздушним хлађењем. Калибра 7,92 мм, пунио се оквиром са 25 метака или редеником са 200 метака. Монтиран на ножицама, укупне масе 10,8-15 кг (зависно од начина пуњења). Теоријска брзина гађања била је 600-950 метака у минуту, почетне брзине 870-900 м/с. Масовно је коришћен у Првом светском рату.

### Тешки митраљез
Постојала је и тешка верзија митраљеза Бергман. Био је то тешки митраљез калибра 7,92 мм са воденим хлађењем, монтиран на троношцу (укупне масе 47 кг) или санкама (укупне масе 54,3 кг). Пунио се тканеним редеником са 250 метака. Теоријска брзина гађања била је 480-600 метака у минуту.